# Роберт III (граф Оверни)
Роберт III (фр. Robert III, comte d’Auvergne; ум. 1145) — граф Оверни с 1136 года. Сын Гильома VI.
Единственная документально подтверждённая информация, которая о нём имеется — спор с канониками Бриуда, который разрешился в 1136 году при посредничестве Альберика — архиепископа Буржа, и Пьера — архиепископа Лиона; и пожалование монастырю Соселянж десятины (налога) шато Юффон.
Имя жены не известно. Единственный сын:
- Гильом VII Молодой (ум. 1169), граф Оверни.

В некоторых исследованиях утверждается, что в 1147 году Роберт вместе с сыном участвовал во Втором крестовом походе и умер в Святой земле. Однако большинство историков датой его смерти считает 1145 год.